# كولن تود
كولن تود (بالإنجليزية: Colin Todd)‏ (12 ديسمبر 1948 في المملكة المتحدة - ) هو مدرب كرة قدم ولاعب كرة قدم بريطاني في مركز قلب الدفاع. شارك مع منتخب إنجلترا لكرة القدم. أما مع النوادي، فقد لعب مع أكسفورد يونايتد وبرمنغهام سيتي وديربي كاونتي ونادي إيفرتون ونادي سندرلاند ونادي لوتون تاون ونوتينغهام فورست وفانكوفر وايتكابس وفانكوفر رويالز ‏.

## وصلات خارجية
- كولن تود على موقع قاعدة بيانات كرة القدم.إي يو (الإنجليزية)
- كولن تود على موقع ناشيونال فوتبول تيمز (الإنجليزية)
- كولن تود على موقع Soccerbase.com (لاعب) (الإنجليزية)
- كولن تود على موقع Soccerbase.com (مدرب) (الإنجليزية)